# Лицей-интернат «Центр одарённых детей»
Лицей-интернат «Центр одарённых детей» — лицей Нижнего Новгорода. Основан в ноябре 1997 года.

## Описание
В лицее осуществляются программы третьей ступени обучения. «Центр одарённых детей» заключил договоры с нижегородскими вузами и обучение детей проводится по следующим профилям:
- лингвистический (английский, немецкий и французский языки) — НЛГУ;
- физико-математический, информационно-технологический — Университет Лобачевского, Мининский университет, НГТУ;
- химико-биологический и естественно-научный — Университет Лобачевского, Мининский университет, Приволжский исследовательский медицинский университет;
- историко-правовой — Университет Лобачевского, Мининский университет;
- социально-экономический — Высшая школа экономики;
- филологический — Университет Лобачевского, Мининский университет.

После окончания лицея, лицеисты продолжают обучение в ВУЗах.
В лицее проводятся спецкурсы и факультативные занятия. Ученики могут посетить медиа-библиотеку, медико-психолого-педагогический центр, музыкальную и танцевальную студии.
Лицеисты проживают в квартирах, которые состоят из спальной и учебной комнаты.
18 — 24 апреля 2004 года в лицее проходила девятая Всероссийская олимпиада школьников по русскому языку, в которой участвовали победители областных олимпиад из 60 российских регионов. Кроме соревнований, в программу олимпиады входили экскурсия по Нижнему Новгороду, посещение музея-заповедника Александра Пушкина «Болдино», мастер-классы для педагогов и конференция о проблемах образования по русскому языку.